# Melodifestivalen 2022

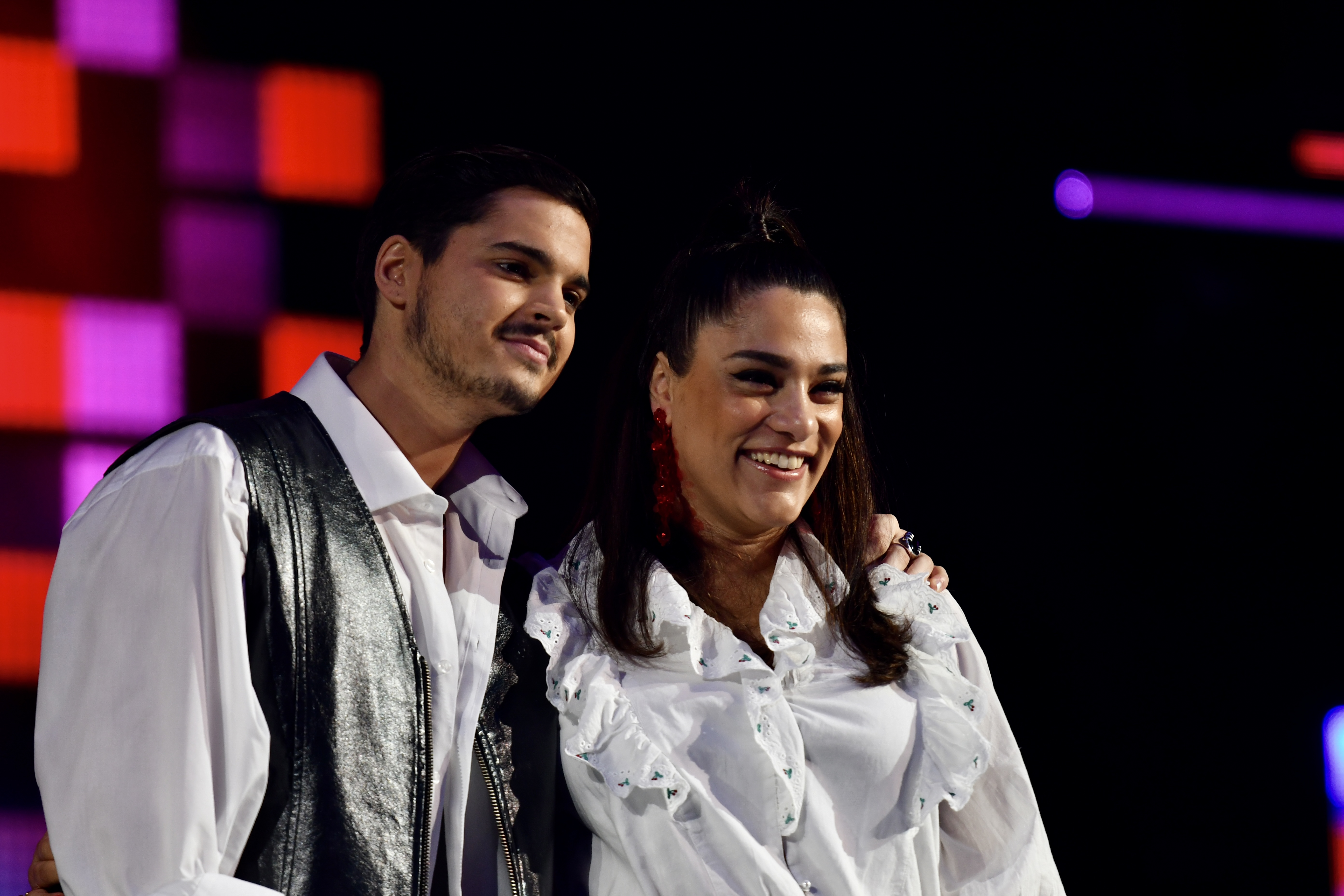
Oscar Zia var programledare för Melodifestivalen 2022. Farah Abadi var med som bisittare.

Melodifestivalen 2022 var den 62:a upplagan av Melodifestivalen tillika Sveriges uttagning till Eurovision Song Contest 2022, som detta år arrangerades i Turin, Italien. Tävlingen utgjordes av fyra deltävlingar med sju bidrag var, en semifinal och slutligen en final där vinnaren korades. Vinnare blev Hold Me Closer framförd av Cornelia Jakobs.
Programledare för tävlingen var Oscar Zia och Farah Abadi var bisittare.

## Tävlingsupplägg
Sveriges Television låter för tjugoförsta året i rad använda sig av det deltävlingsformat som inför 2002 års tävling introducerades till tävlingen; tittarna avgör genom app- och telefonröstning resultatet i de fyra deltävlingarna och semifinalen, och delar i finalen makten med åtta internationella jurygrupper. Efter att ursprungligen ha presenterat Malmö, Göteborg, Linköping, Lidköping, Örnsköldsvik och Solna som de sex värdstäderna, lät Sveriges Television den 14 januari 2022 meddela att samtliga deltävlingar skulle komma att arrangeras i Stockholmsområdet, med anledning av den pågående coronaviruspandemin och de restriktioner denna medförde. Av det totala antalet inskickade bidrag, 2 530 stycken, kom likt tidigare år 28 stycken att ställa upp i tävlingen.

### Förändringar
Inför 2022 års tävling lät Sveriges Television meddela en rad förändringar gällande upplägget. Uppsamlingsheatet Andra chansen, som hade introducerats inför tävlingen 2002, då under namnet Vinnarnas val, plockades bort och ersattes istället av en semifinal. De fyra dueller som sedan tävlingen 2015 hade fungerat som upplägg i uppsamlingsheatet ersattes av två separata spelgrupper, i vilka de i deltävlingarna tredje- och fjärdeplacerade bidragen skulle komma att tävla om två finalplatser. Detta gjorde att antalet bidrag i finalen, tolv stycken, inte förändrades jämfört med tidigare år. Förändringarna ansågs hörsamma den kritik det uppmärksammade duellsystemet orsakat fram till och med tävlingen 2021.
Sveriges Television lät även presentera en rad större förändringar avseende röstningssystemet. De fyra deltävlingarna skulle likt tidigare år komma att avgöras i två omgångar, och resultera i två finalister och två semifinalister. De två finalisterna kom dock, för första gången sedan 2011, att utses i varsin omgång; det högst placerade bidraget i den första omgången slapp omgång två, i vilken resterande finalist utsågs. För första gången sedan deltävlingsformatet introducerades till tävlingen år 2002 åkte heller inget bidrag ut inför den andra omgången, som således kom att bestå av sex bidrag. För dessa summerades rösterna i de båda omgångarna inför att resultatet skulle avläsas.
Likt tidigare år hade tittarna möjlighet att hjärtrösta gratis i Melodifestivalens röstningsapp. Sveriges Television lät det här året utdela fem hjärtröster per bidrag och tävlingsomgång, istället för per program som fram till och med fjolårets tävling. De åldersbaserade tittargrupperna som introducerades till 2019 års tävling kom detta år att minska något i betydelse, eftersom de helt ströks från den första deltävlingsomgången; istället kom det faktiska antalet röster att avgöra vilket bidrag som skulle gå vidare direkt till final. När rösterna för de sex kvarvarande bidragen summerades efter omgång två kom tittargrupperna dock åter in i bilden; bidragen rangordnades då efter antalet poäng, där det bidrag med flest poäng gick till final, medan de två bidrag med näst och tredje flest poäng gick till semifinal. Tittargruppernas poäng kom för första gången också att utgöra en del av redovisningsmomentet i deltävlingarna, eftersom de presenterades inför publik och artister inför deltävlingens avgörande.

## Datum och händelser
- Den 26 november 2021 tillkännagavs de fjorton första tävlingsbidragen.[5]
- Den 1 december 2021 tillkännagavs resterande fjorton tävlingsbidrag.[6]
- Den 14 december 2021 presenterade Sveriges Television startordningen för de fyra deltävlingarna.[7]

### Turnéplan
- Lördagen den 5 februari 2022 – Deltävling 1, Avicii Arena, Stockholm

- Lördagen den 12 februari 2022 – Deltävling 2, Avicii Arena, Stockholm
- Lördagen den 19 februari 2022 – Deltävling 3, Avicii Arena, Stockholm
- Lördagen den 26 februari 2022 – Deltävling 4, Friends Arena, Solna
- Lördagen den 5 mars 2022 – Semifinal, Friends Arena, Solna
- Lördagen den 12 mars 2022 – Final, Friends Arena, Solna

## Deltävlingarna
| Återkommande artister          | Återkommande artister                                                            | Återkommande artister |
| Artist                         | Tidigare år (plac.)                                                              | Tidigare år (plac.)   |
| Artist                         | Mel.                                                                             | ESC                   |
| ------------------------------ | -------------------------------------------------------------------------------- | --------------------- |
| Alvaro Estrella                | 2014 (u.r.) 2020 (11:a) 2021 (10:a)                                              | —                     |
| Anna Bergendahl                | 2010 (1:a) 2019 (10:a) 2020 (3:a)                                                | 2010 (u.r.)           |
| Cornelia Jakobs                | 2011 (u.r.) 2012 (u.r.)                                                          | —                     |
| Danne Stråhed                  | 1992 (6:a)                                                                       | —                     |
| Faith Kakembo                  | 2020 (u.r.)                                                                      | —                     |
| John Lundvik                   | 2018 (3:a) 2019 (1:a)                                                            | 2019 (5:a)            |
| Klara Hammarström              | 2020 (u.r.) 2021 (6:a)                                                           | —                     |
| Liamoo                         | 2018 (6:a) 2019 (3:a)                                                            | —                     |
| Lillasyster                    | 2021 (u.r.)                                                                      | —                     |
| Linda Bengtzing                | 2005 (10:a) 2006 (7:a) 2008 (5:a) 2011 (7:a) 2014 (u.r.) 2016 (u.r.) 2020 (u.r.) | —                     |
| Lisa Ajax                      | 2016 (7:a) 2017 (9:a) 2019 (9:a)                                                 | —                     |
| Lisa Miskovsky                 | 2012 (9:a)                                                                       | —                     |
| Malou Prytz                    | 2019 (12:a) 2020 (u.r.)                                                          | —                     |
| Omar Rudberg                   | 2017 (11:a) 2019 (u.r.)                                                          | —                     |
| Robin Bengtsson                | 2016 (5:a) 2017 (1:a) 2020 (8:a)                                                 | 2017 (5:a)            |
| Sami Rekik                     | 2021 (u.r.)                                                                      | —                     |
| Shirley Clamp                  | 2003 (u.r.) 2004 (2:a) 2005 (4:a) 2009 (u.r.) 2011 (u.r.) 2014 (u.r.)            | —                     |
| 1. 2. 3. 4. 5. 6. 7. 8. 9. 10. |                                                                                  |                       |

Deltävlingarna direktsänds i SVT1 varje lördag klockan 20:00–21:30. Tittarna avgör på egen hand resultatet i två omgångar; de två högst placerade bidragen går vidare till final, medan de tredje- och fjärdeplacerade går till semifinal. Den första finalisten utses redan efter den första omgången, varpå resterande sex går vidare till den andra, i vilken den andra finalisten utses. Notera att räkneverken inte nollställs inför den andra omgången.
Likt tidigare år avgjorde tittarna resultatet genom kombinerad app- och telefonröstning. Tittarna kan rösta upp till tio gånger per bidrag och omgång genom att ringa ordinarie nummer 099-208 0X, där X är bidragets startnummer, för 3,60 kronor per samtal, eller Radiohjälpens nummer 099-908 0X, där X är bidraget startnummer, för 9,90 kronor per samtal. I Melodifestivalens app kan användarna lägga upp till fem gratis hjärtröster per bidrag och tävlingsomgång.
I den första tävlingsomgången avgör antalet röster vilket bidrag som går till final. Resterande bidrag tävlar vidare i omgång två, varpå rösterna i de båda omgångarna summeras. I den andra omgången delas rösterna upp i åtta tittargrupper, vars poäng avgör resultatet; de sju app- och åldersbaserade grupperna, ålder 3–9, 10-15, 16–29, 30–44, 45–59, 60–74 och 75+, samt den åttonde gruppen för telefonröster delar vardera ut poängen 1, 3, 5, 8, 10 och 12 baserat på antalet röster i respektive tittargrupp. Dessa poäng delas ut under ett redovisningsmoment mot deltävlingens slut. Det bidrag som efter att båda omgångarna summerats får flest poäng gör vinnarbidraget från omgång ett sällskap till finalen, medan de bidrag med näst och tredje flest poäng går till semifinal.
På grund av tekniska problem med applikationsröstningen under den första deltävlingen tvingades Sveriges Television cirka 20 minuter in i sändningen meddela att deltävlingen skulle komma att avgöras enbart med hjälp av telefonröster. Inför nästkommande vecka hade Sveriges Television lokaliserat felet, varpå detta åtgärdades.

### Deltävling 1
Deltävlingen sändes från  Globen i Stockholm lördagen den 5 februari 2022.

#### Startfält
Bidragen presenteras nedan i startordning.
| Nr | Artist          | Bidrag              | Text och musik                                                                          | Musikförlag                                                                        |
| -- | --------------- | ------------------- | --------------------------------------------------------------------------------------- | ---------------------------------------------------------------------------------- |
| 1  | Malou Prytz     | Bananas             | Alice Gernandt, Jimmy Thörnfeldt, Joy Deb, Linnea Deb                                   | Jimmy T Production, Northbound Publishing                                          |
| 2  | Theoz           | Som du vill         | Axel Schylström, Elize Ryd, Jimmy Thörnfeldt, Tim Larsson, Tobias Lundgren              | Jimmy T Production                                                                 |
| 3  | Shirley Clamp   | Let There Be Angels | Jakob Skarin, Mats Tärnfors, Pelle Nylén, Shirley Clamp                                 | Songs of Sweden                                                                    |
| 4  | Omar Rudberg    | Moving Like That    | Amanda Kongshaug, Kristin Marie, Gustav Blomberg, Omar Rudberg                          | Ten Songs/Kobalt Music, Arctic Rights Management/BMG Rights Management Scandinavia |
| 5  | Danne Stråhed   | Hallabaloo          | Danne Stråhed, Erik Stenhammar, Fredrik Andersson                                       | Cardiac Publishing                                                                 |
| 6  | Cornelia Jakobs | Hold Me Closer      | Cornelia Jakobsdotter Samuelsson, David Zandén, Isa Molin                               | Freebird Songs/Kobalt Music                                                        |
| 7  | Robin Bengtsson | Innocent Love       | David Lindgren Zacharias, Sebastian Atas, Victor Crone, Victor Sjöström, Viktor Broberg | Kobalt Music                                                                       |

Galleri från deltävling 1
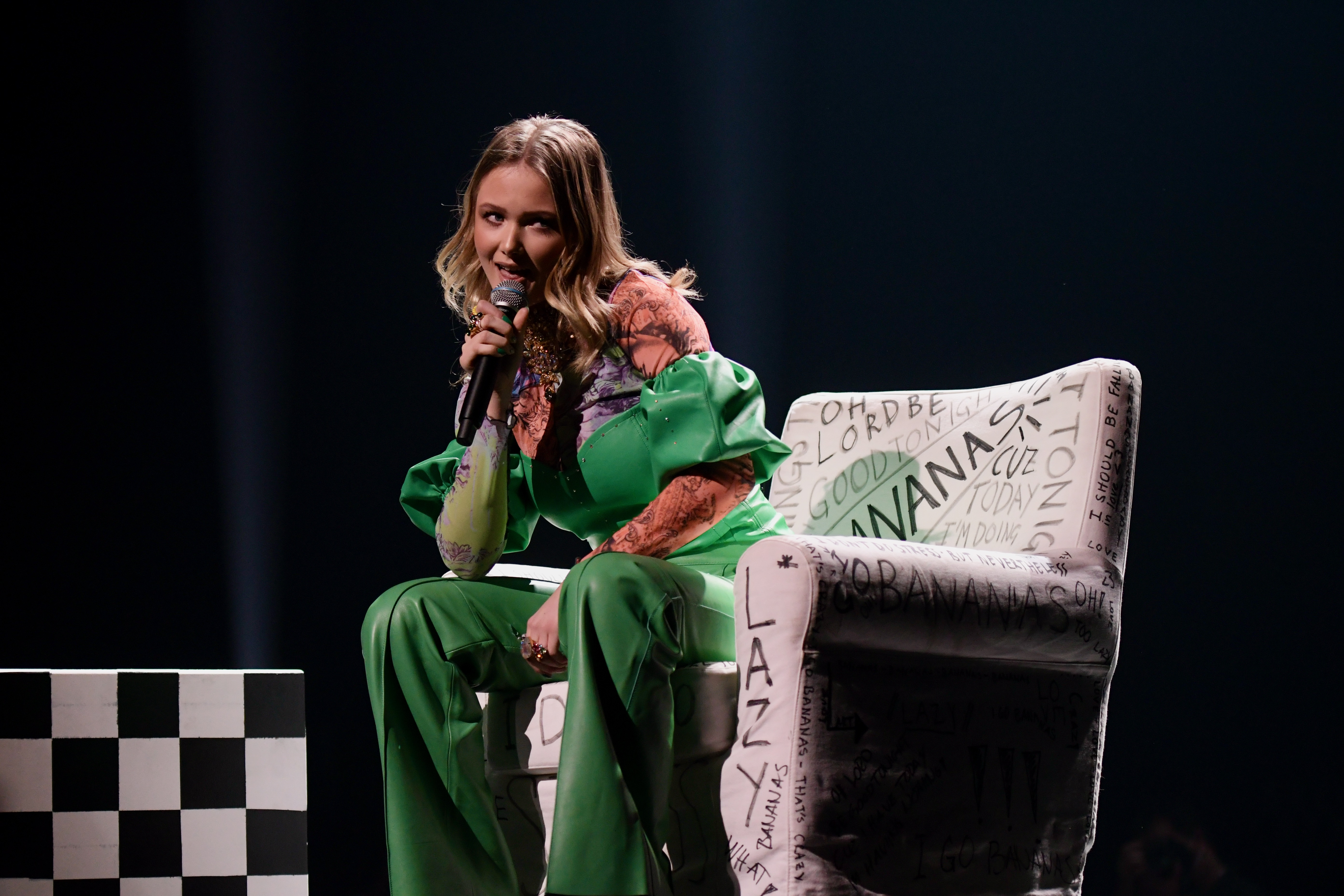
1. Malou Prytz
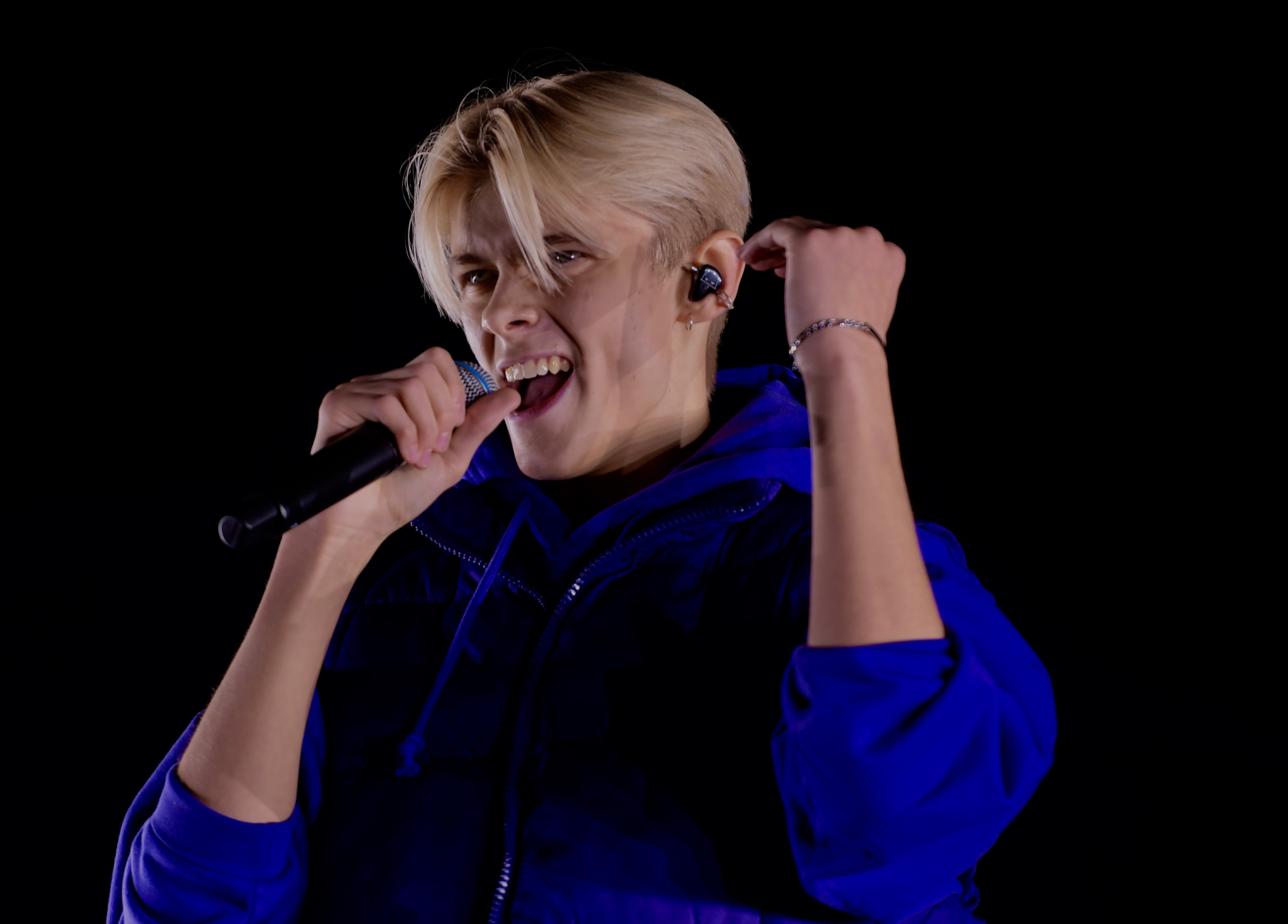
2. Theoz
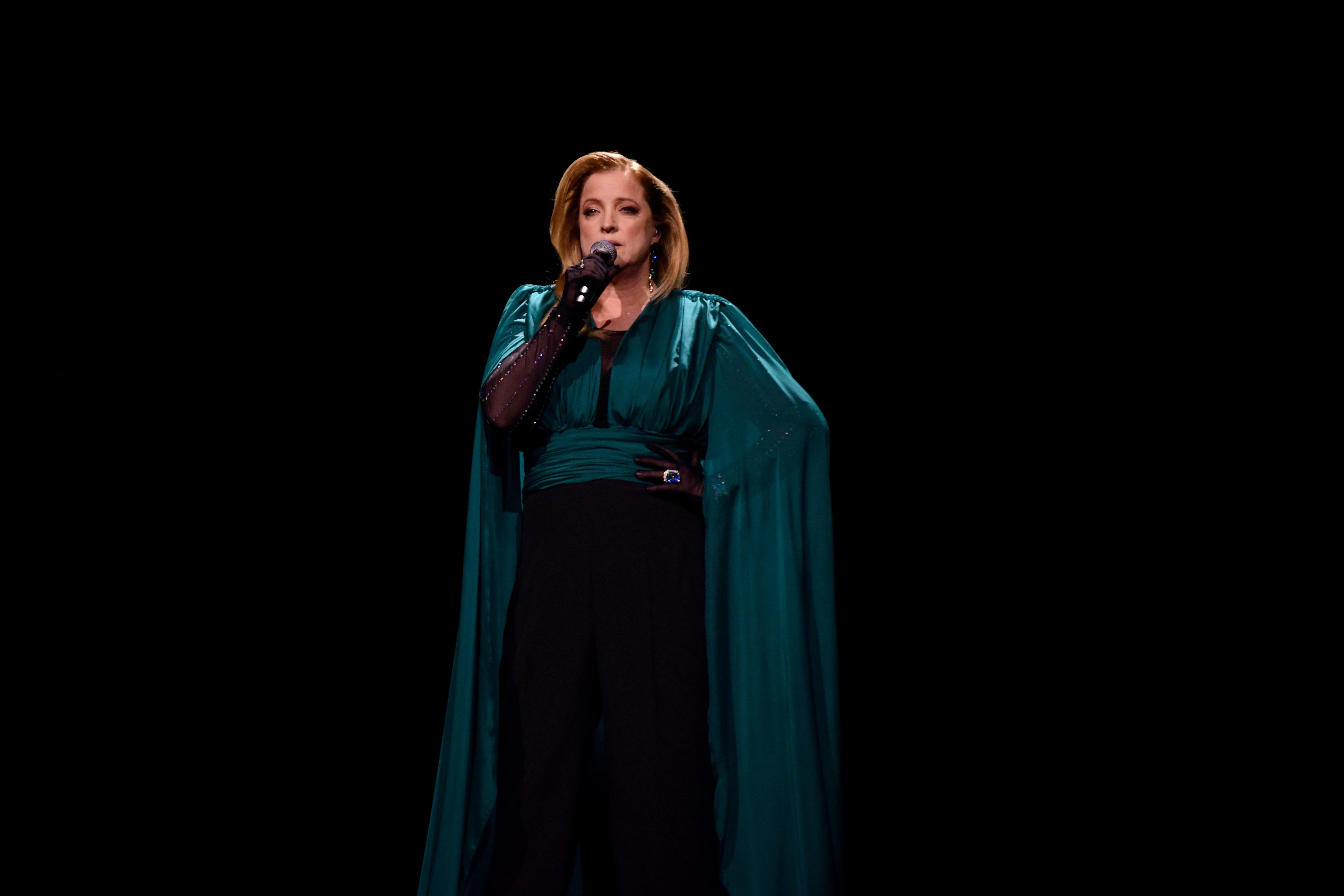
3. Shirley Clamp
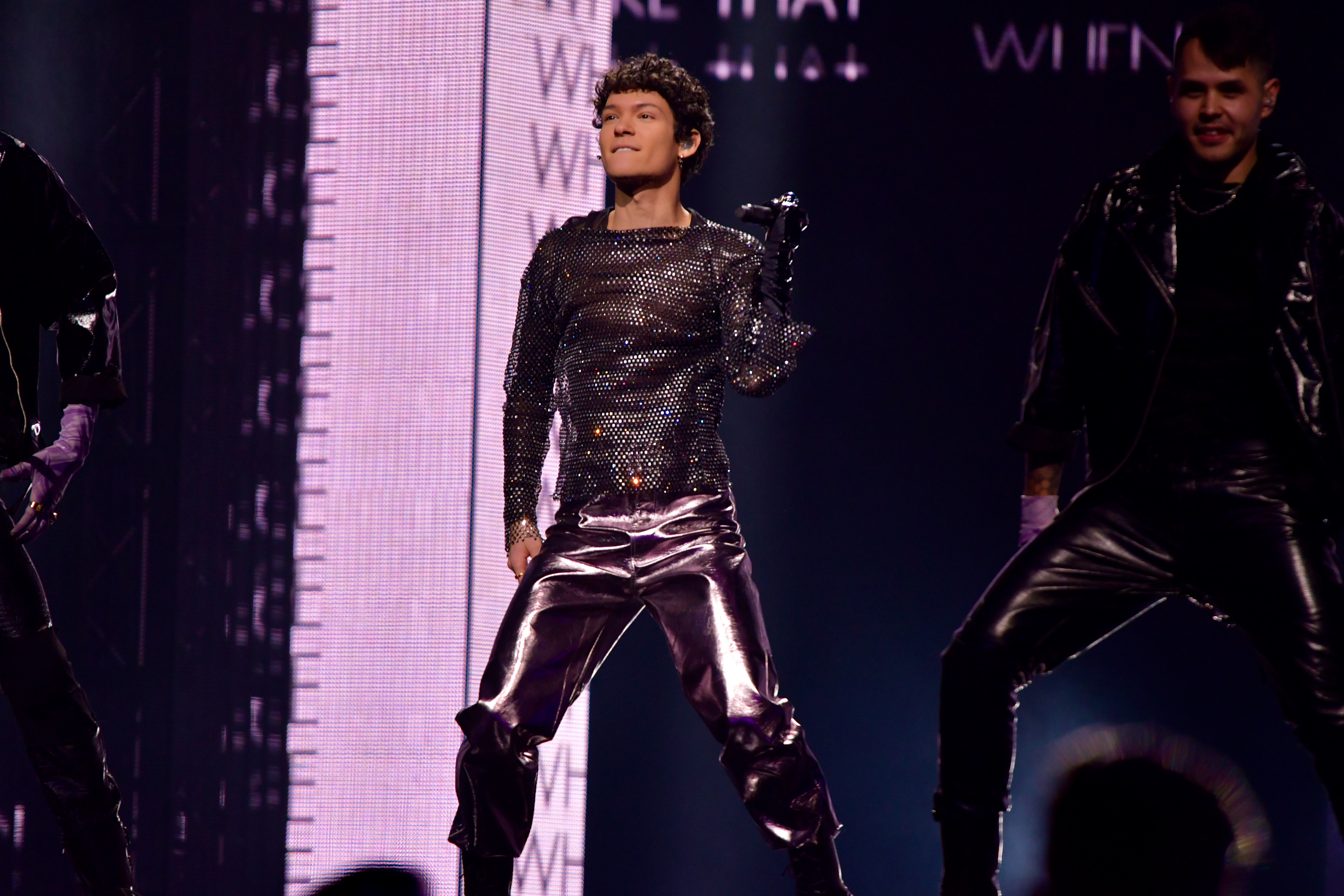
4. Omar Rudberg
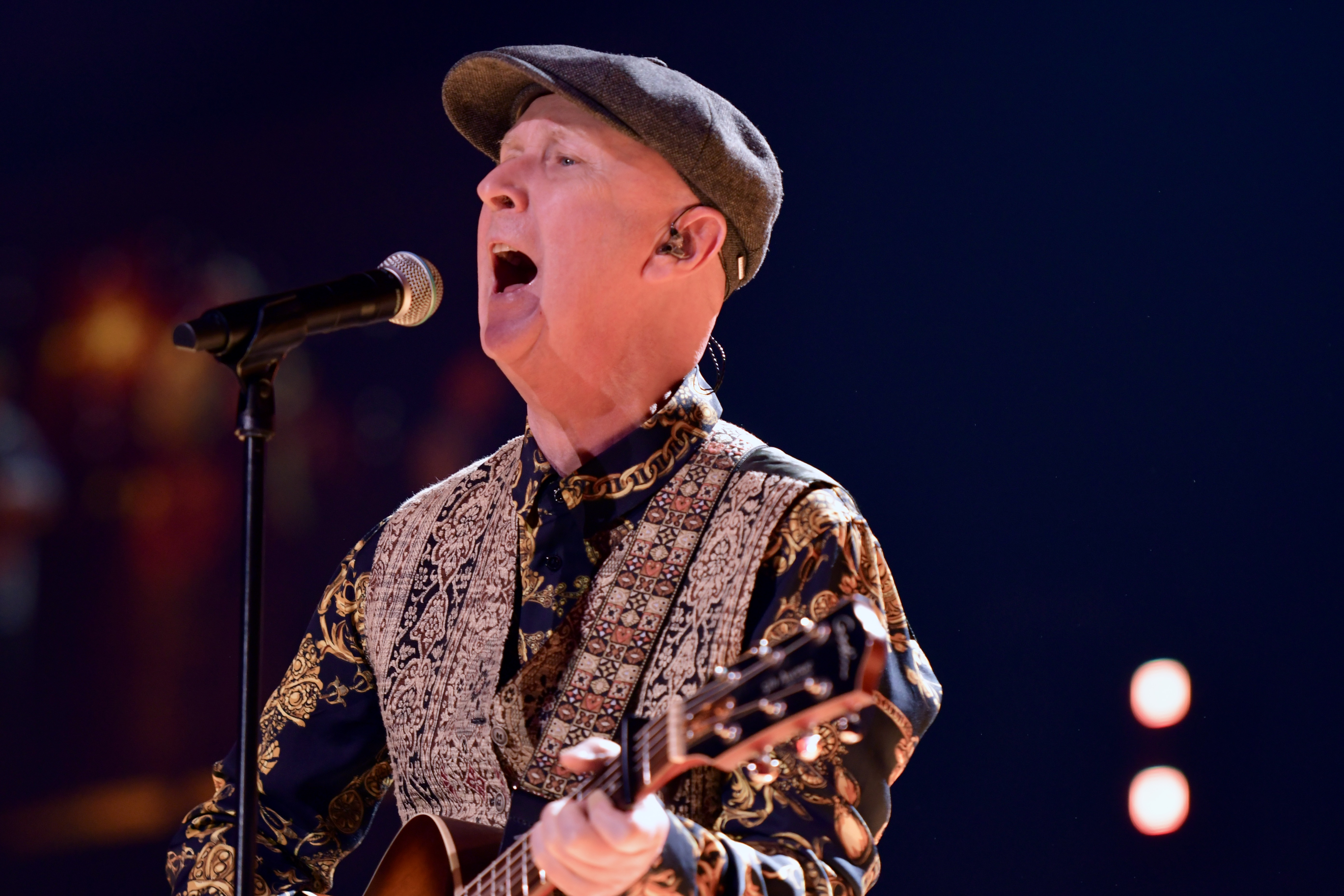
5. Danne Stråhed
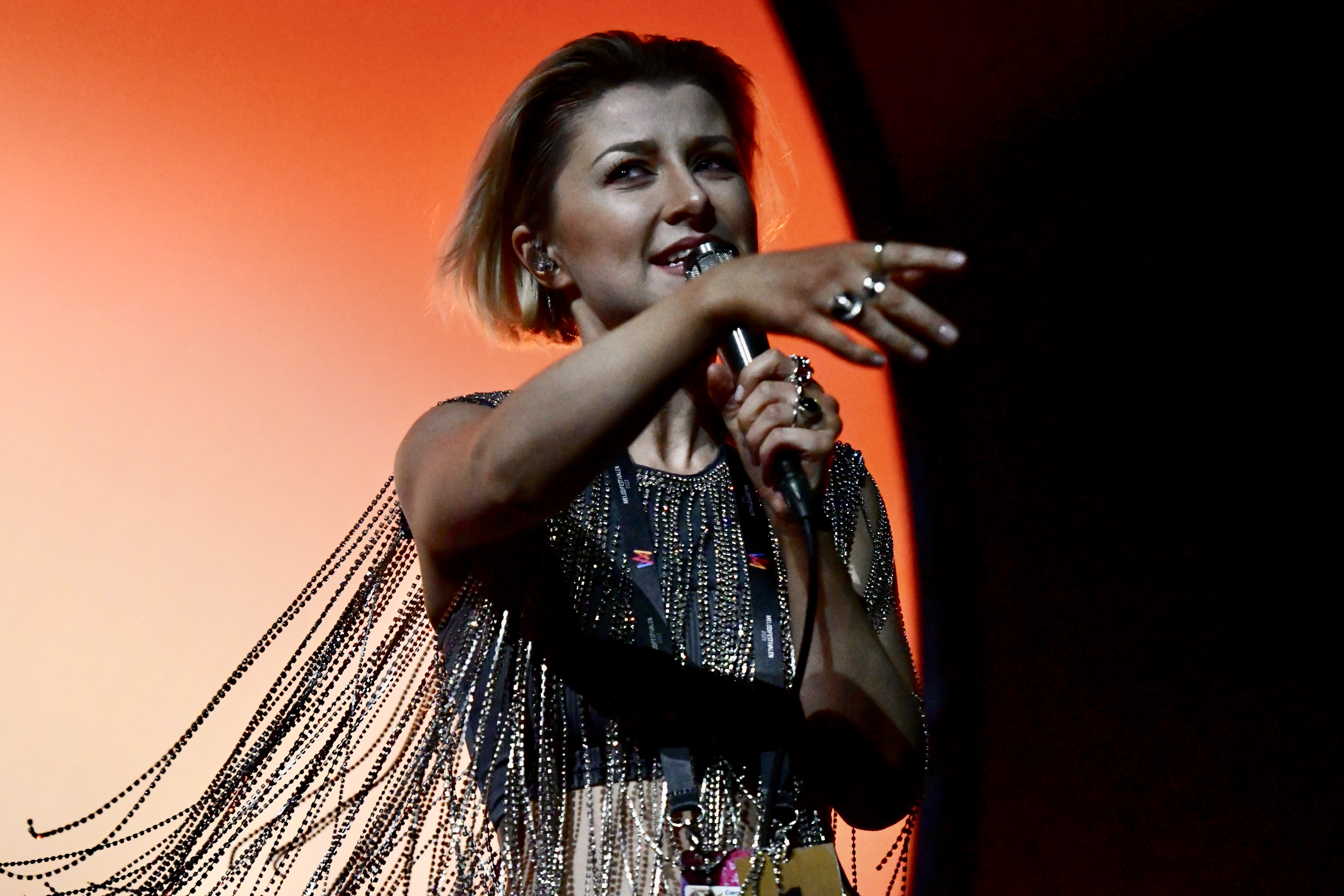
6. Cornelia Jakobs
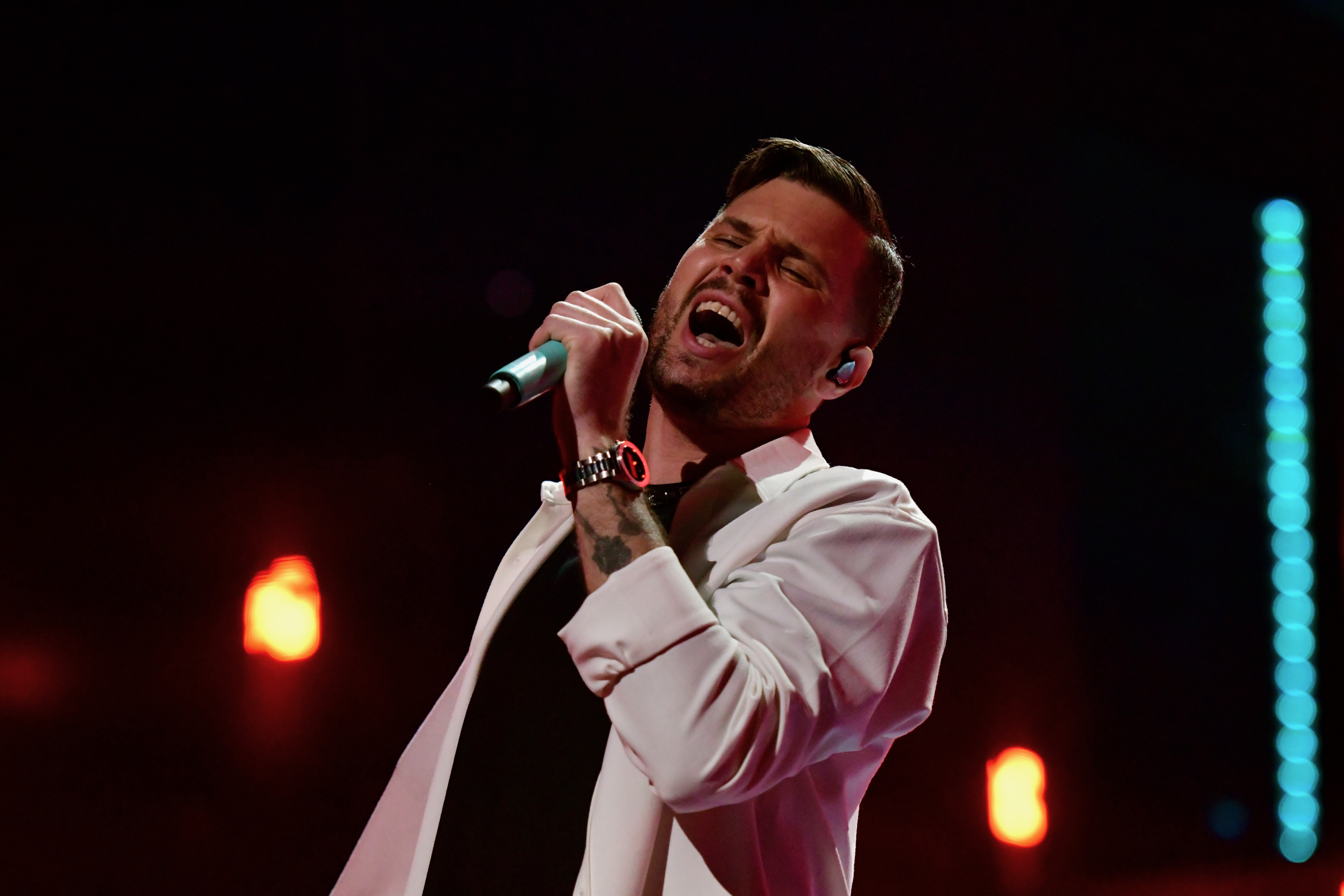
7. Robin Bengtsson

#### Resultat
| Nr | Bidrag              | Omgång 1 | Omgång 2 | Totalt antal röster | Antal poäng | Antal poäng | Antal poäng | Antal poäng | Antal poäng | Antal poäng | Antal poäng | Antal poäng | Antal poäng | Plac. | Anm.           |
| Nr | Bidrag              | Omgång 1 | Omgång 2 | Totalt antal röster | 3–9         | 10–15       | 16–29       | 30–44       | 45–59       | 60–74       | 75+         | Tel.        | Summa       | Plac. | Anm.           |
| -- | ------------------- | -------- | -------- | ------------------- | ----------- | ----------- | ----------- | ----------- | ----------- | ----------- | ----------- | ----------- | ----------- | ----- | -------------- |
| 1  | Bananas             | 11 666   | 4 407    | 16 073              | —           | —           | —           | —           | —           | —           | —           | —           | —           | 7     | Utröstad       |
| 2  | Som du vill         | 18 593   | 7 119    | 25 712              | —           | —           | —           | —           | —           | —           | —           | —           | —           | 4     | Till semifinal |
| 3  | Let There Be Angels | 12 290   | 4 606    | 16 896              | —           | —           | —           | —           | —           | —           | —           | —           | —           | 6     | Utröstad       |
| 4  | Moving Like That    | 15 034   | 6 143    | 21 177              | —           | —           | —           | —           | —           | —           | —           | —           | —           | 5     | Utröstad       |
| 5  | Hallabaloo          | 22 611   | 7 827    | 30 438              | —           | —           | —           | —           | —           | —           | —           | —           | —           | 3     | Till semifinal |
| 6  | Hold Me Closer      | 57 790   | -        | 57 790              | —           | —           | —           | —           | —           | —           | —           | —           | —           | 1     | Till final     |
| 7  | Innocent Love       | 27 167   | 12 743   | 39 910              | —           | —           | —           | —           | —           | —           | —           | —           | —           | 2     | Till final     |

1. ↑  På grund av tekniska problem med applikationsröstningen tvingades Sveriges Television cirka 20 minuter in i sändningen meddela att deltävlingen skulle komma att avgöras enbart med hjälp av telefonröster.
2. ↑  Bidraget "Hold Me Closer" fick flest röster i omgång ett, och tävlade därför inte i omgång två. Därför räknas endast telefonrösterna för omgång 1 gällande detta bidrag.

#### Siffror
- Antal TV-tittare: 3 135 000[11]
- SVT Play-tittare: 244 375[12]
  - Varav antal röstande: 92 275[13]
- Antal tittarröster: 207 996[13][14]
- Summa pengar insamlad till Radiohjälpen: 594 955 kronor[13][14]

### Deltävling 2
Deltävlingen sändes från Globen i Stockholm lördagen den 12 februari 2022.

#### Startfält
Bidragen presenteras nedan i startordning.
| Nr | Artist              | Bidrag                   | Text och musik                                                                                |
| -- | ------------------- | ------------------------ | --------------------------------------------------------------------------------------------- |
| 1  | Liamoo              | Bluffin                  | Ali Jammali, Dino Medanhodzic, Jimmy Thörnfeldt, Sami Rekik                                   |
| 2  | Niello & Lisa Ajax  | Tror du att jag bryr mig | Jesper Welander, Niklas Grahn, Yvonne Dahlbom                                                 |
| 3  | Samira Manners      | I Want To Be Loved       | Fredrik Andersson, Samira Manners                                                             |
| 4  | Alvaro Estrella     | Suave                    | Alvaro Estrella, Jimmy Thörnfeldt, Joy Deb, Linnea Deb                                        |
| 5  | Browsing Collection | Face in the Crowd        | Carolina Karlsson, Jimmy Wahlsteen, Mimi Brander, Moa Lenngren, Nora Lenngren, Sandra Bjurman |
| 6  | John Lundvik        | Änglavakt                | Anderz Wrethov, Benjamin Rosenbohm, Elin Wrethov, Fredrik Sonefors, John Lundvik              |
| 7  | Tone Sekelius       | My Way                   | Anderz Wrethov, Tone Sekelius                                                                 |

Galleri från deltävling 2
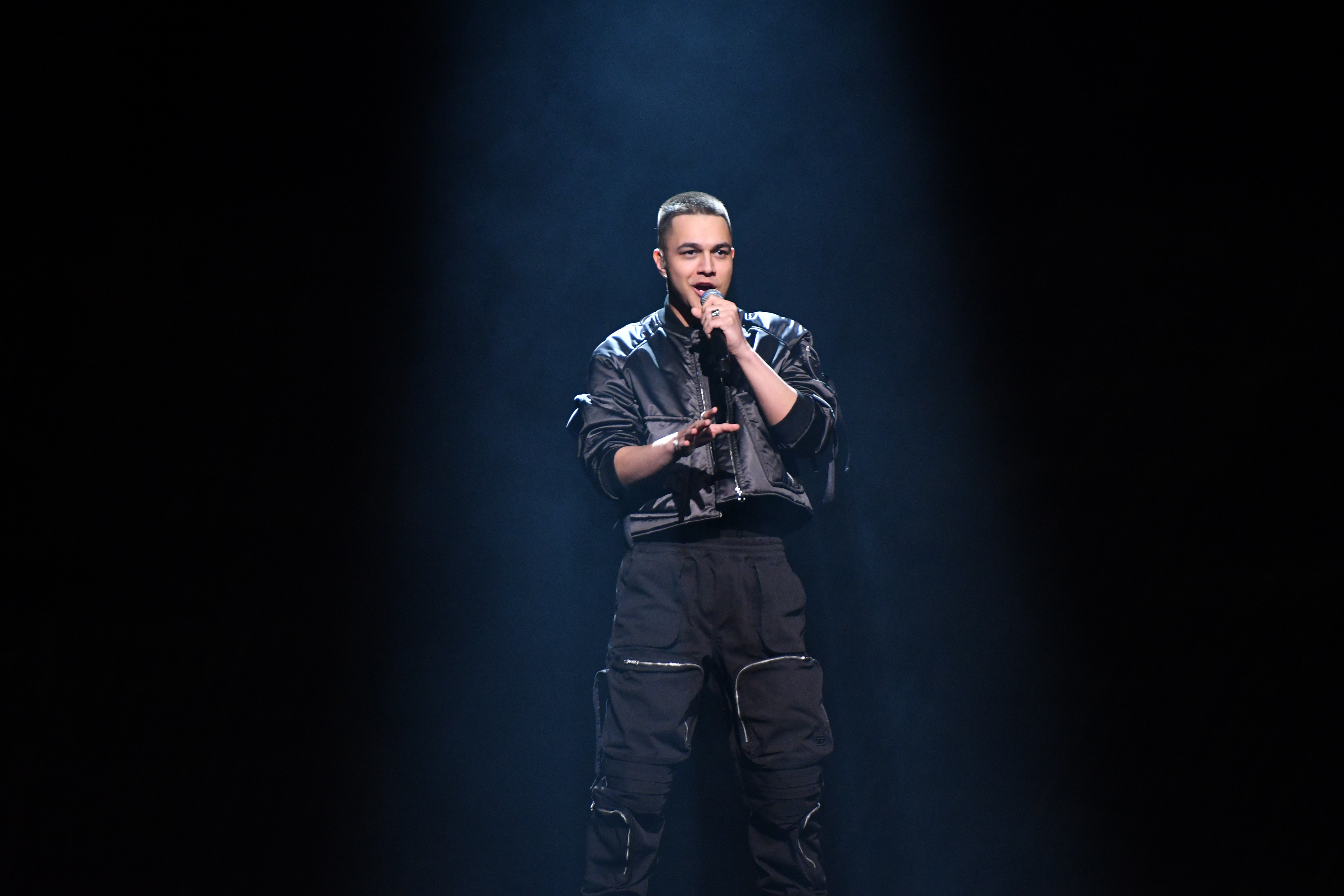
1. Liamoo
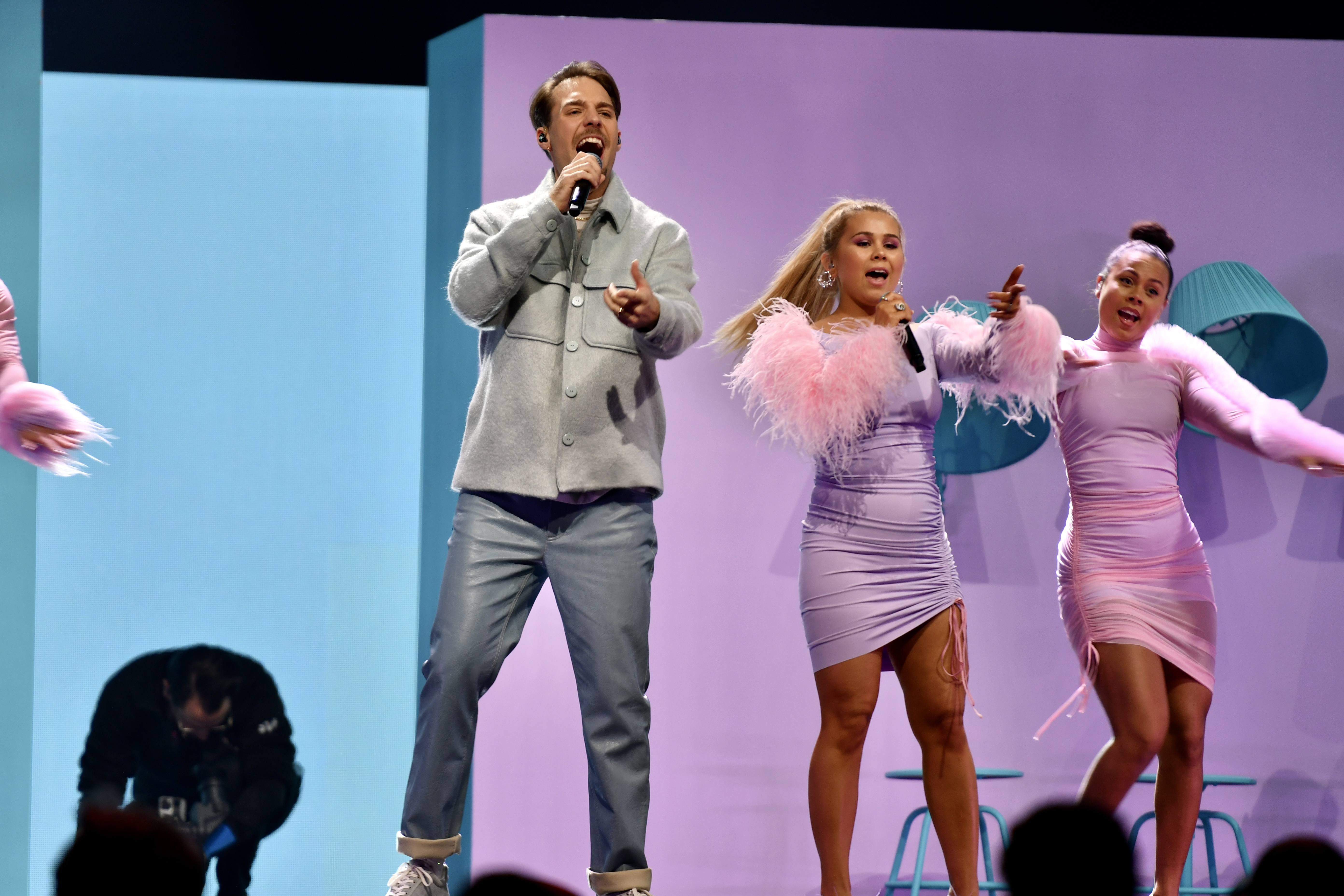
2. Niello & Lisa Ajax
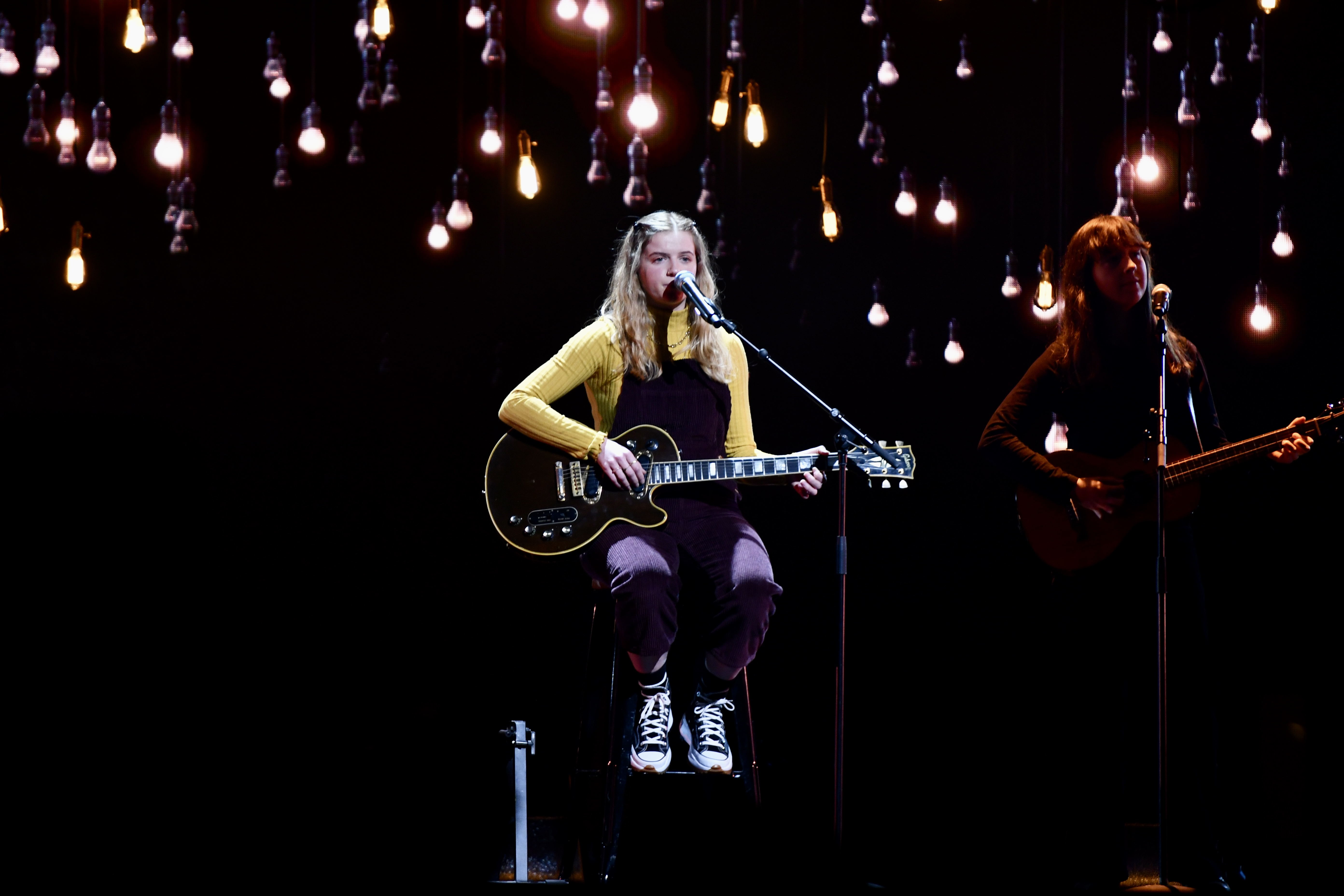
3. Samira Manners
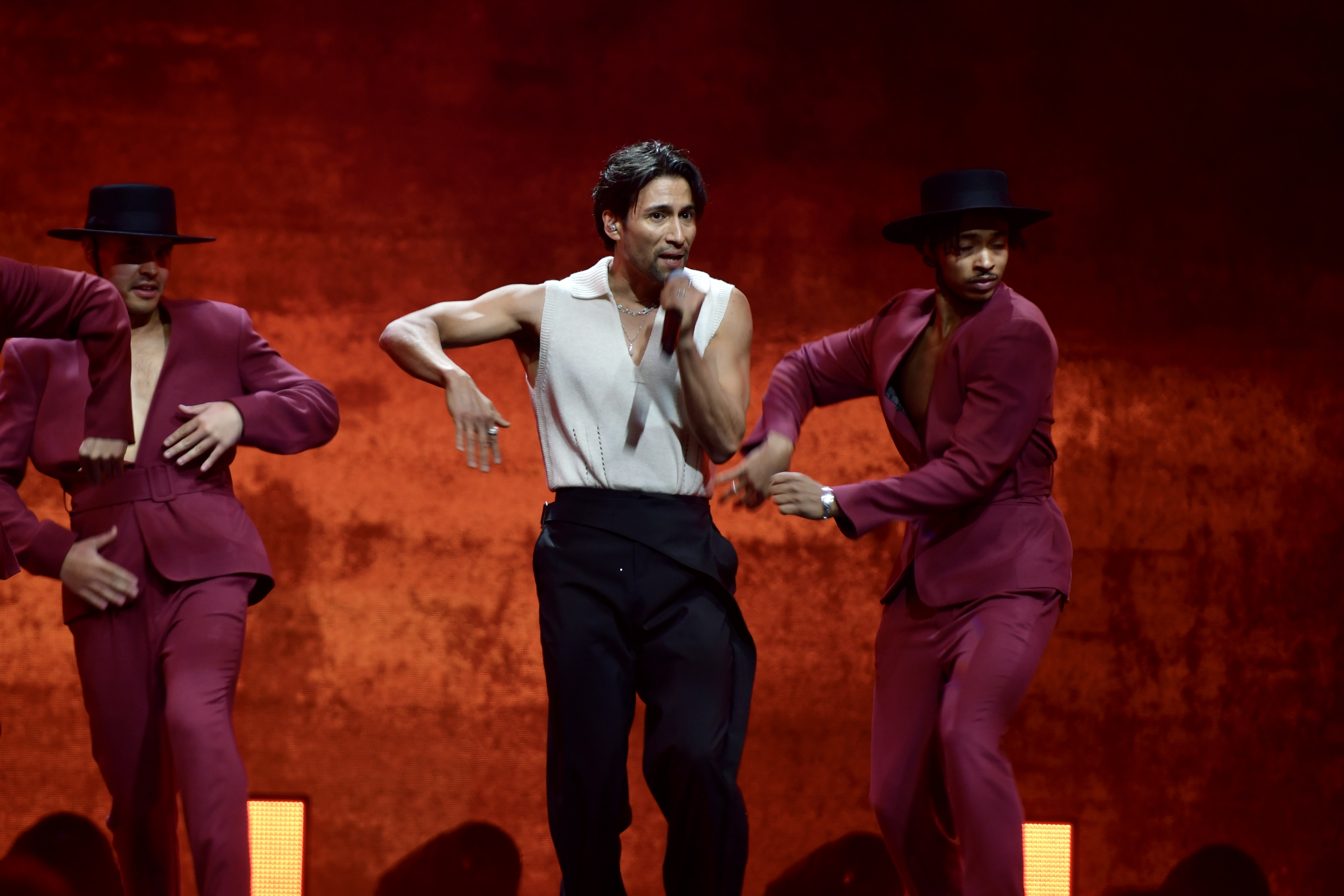
4. Alvaro Estrella
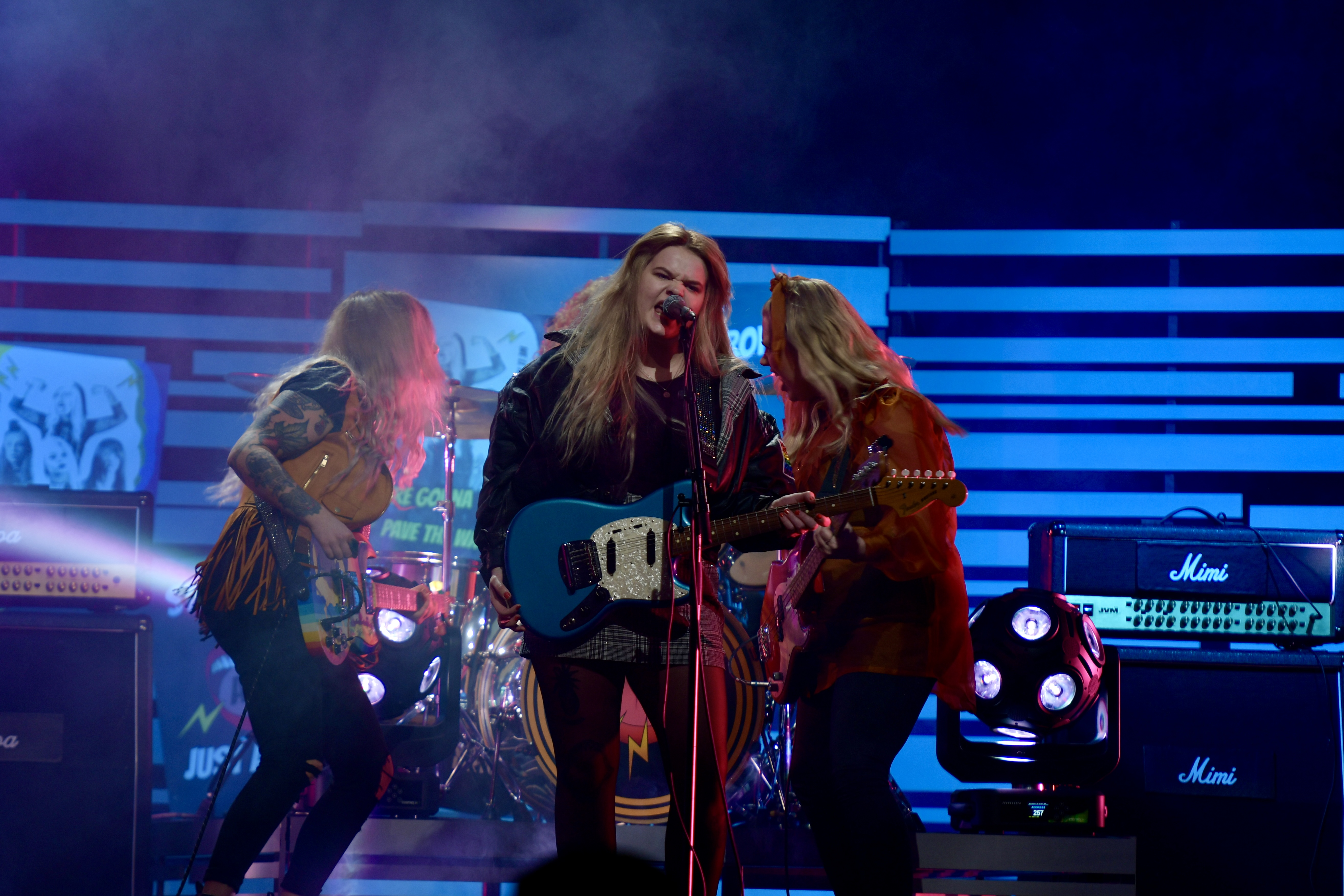
5. Browsing Collection
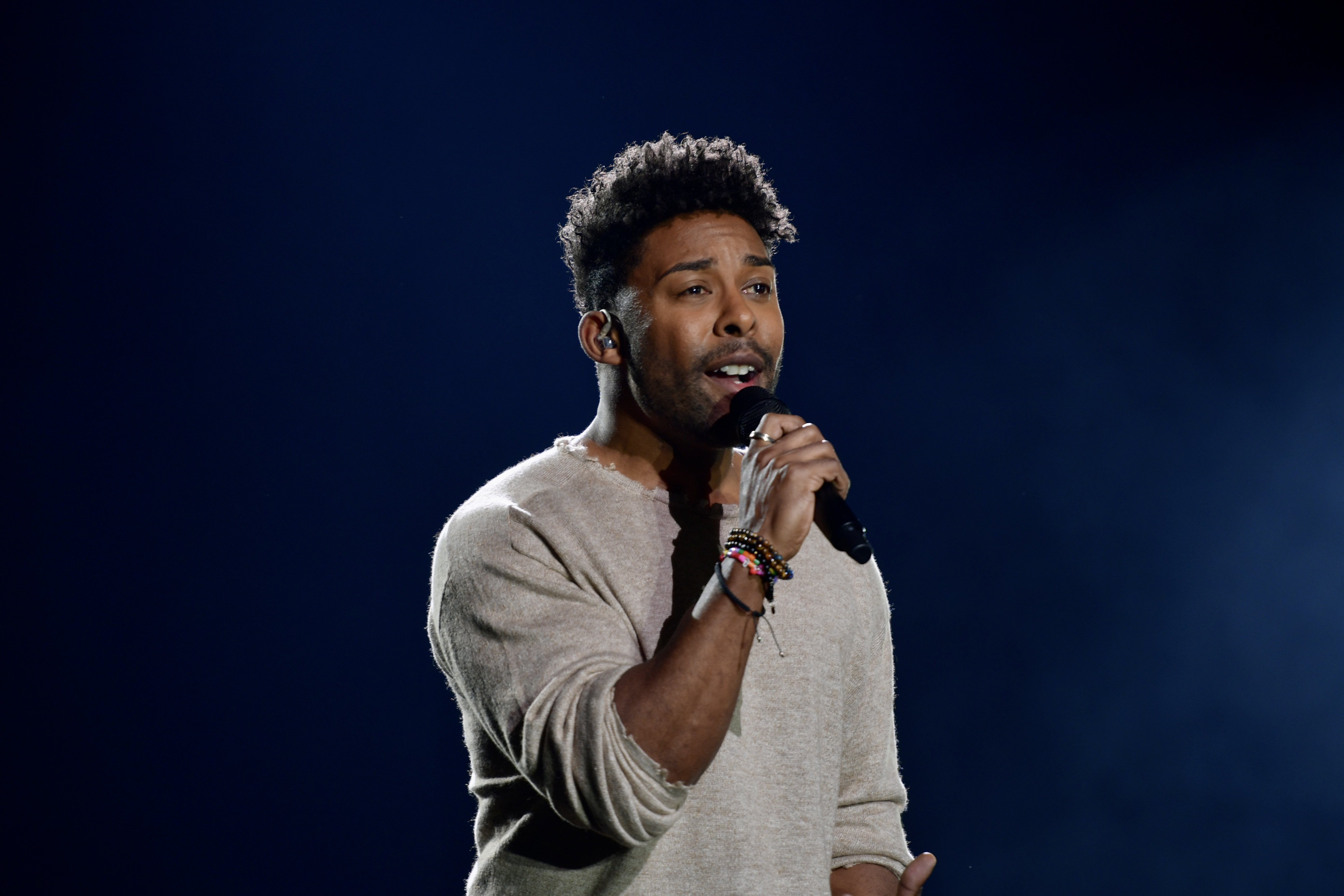
6. John Lundvik
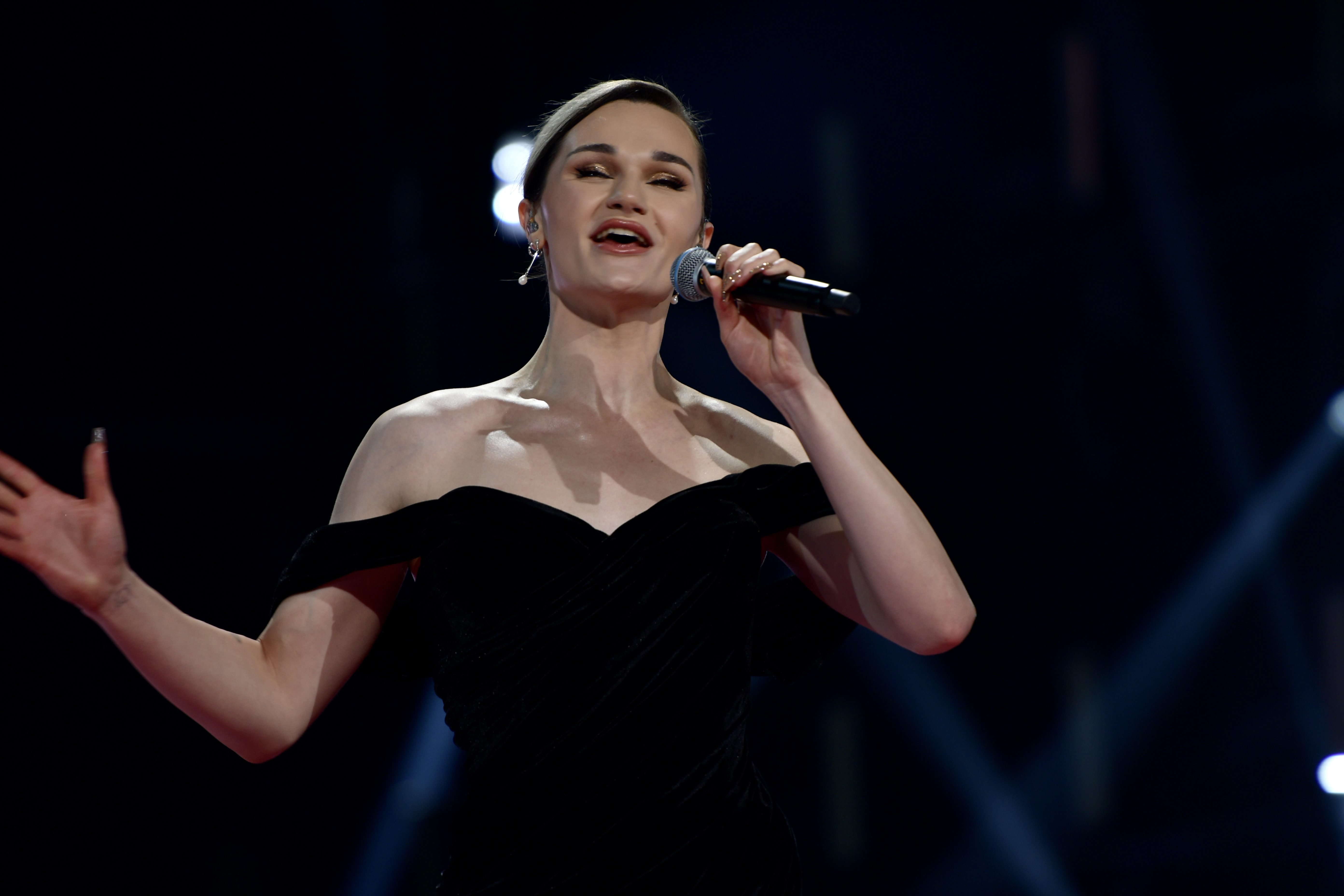
7. Tone Sekelius

#### Resultat
| Nr | Bidrag                   | Omgång 1  | Omgång 2 | Totalt antal röster | Antal poäng                                              | Antal poäng                                              | Antal poäng                                              | Antal poäng                                              | Antal poäng                                              | Antal poäng                                              | Antal poäng                                              | Antal poäng                                              | Antal poäng                                              | Plac. | Anm.           |
| Nr | Bidrag                   | Omgång 1  | Omgång 2 | Totalt antal röster | 3–9                                                      | 10–15                                                    | 16–29                                                    | 30–44                                                    | 45–59                                                    | 60–74                                                    | 75+                                                      | Tel.                                                     | Summa                                                    | Plac. | Anm.           |
| -- | ------------------------ | --------- | -------- | ------------------- | -------------------------------------------------------- | -------------------------------------------------------- | -------------------------------------------------------- | -------------------------------------------------------- | -------------------------------------------------------- | -------------------------------------------------------- | -------------------------------------------------------- | -------------------------------------------------------- | -------------------------------------------------------- | ----- | -------------- |
| 1  | Bluffin                  | 1 251 962 | -        | 1 251 962           | Melodin vann omgång 1 och tävlade därmed inte i omgång 2 | Melodin vann omgång 1 och tävlade därmed inte i omgång 2 | Melodin vann omgång 1 och tävlade därmed inte i omgång 2 | Melodin vann omgång 1 och tävlade därmed inte i omgång 2 | Melodin vann omgång 1 och tävlade därmed inte i omgång 2 | Melodin vann omgång 1 och tävlade därmed inte i omgång 2 | Melodin vann omgång 1 och tävlade därmed inte i omgång 2 | Melodin vann omgång 1 och tävlade därmed inte i omgång 2 | Melodin vann omgång 1 och tävlade därmed inte i omgång 2 | 1     | Till final     |
| 2  | Tror du att jag bryr mig | 729 173   | 394 603  | 1 123 776           | 10                                                       | 5                                                        | 1                                                        | 1                                                        | 1                                                        | 1                                                        | 1                                                        | 1                                                        | 21                                                       | 7     | Utröstad       |
| 3  | I Want To Be Loved       | 918 801   | 483 416  | 1 402 217           | 3                                                        | 3                                                        | 3                                                        | 3                                                        | 5                                                        | 5                                                        | 5                                                        | 8                                                        | 35                                                       | 5     | Utröstad       |
| 4  | Suave                    | 1 101 316 | 632 112  | 1 733 428           | 12                                                       | 10                                                       | 8                                                        | 10                                                       | 10                                                       | 8                                                        | 8                                                        | 3                                                        | 69                                                       | 3     | Till semifinal |
| 5  | Face in the Crowd        | 934 656   | 488 204  | 1 422 860           | 5                                                        | 1                                                        | 5                                                        | 8                                                        | 3                                                        | 3                                                        | 3                                                        | 5                                                        | 33                                                       | 6     | Utröstad       |
| 6  | Änglavakt                | 1 203 899 | 778 736  | 1 982 635           | 8                                                        | 12                                                       | 12                                                       | 12                                                       | 12                                                       | 12                                                       | 12                                                       | 12                                                       | 92                                                       | 2     | Till final     |
| 7  | My Way                   | 946 861   | 671 065  | 1 617 926           | 1                                                        | 8                                                        | 10                                                       | 5                                                        | 8                                                        | 10                                                       | 10                                                       | 10                                                       | 62                                                       | 4     | Till semifinal |

#### Siffror
- Antal TV-tittare: 2 845 000[15]
- SVT Play-tittare: 246 450[12]
  - Varav antal röstande: 541 541[13][16]
- Antal tittarröster:10 514 804[13]
- Summa pengar insamlad till Radiohjälpen: 321 865 kronor[13][16]

### Deltävling 3
Deltävlingen sändes från Globen i Stockholm lördagen den 19 februari 2022.

#### Startfält
Bidragen presenteras nedan i startordning.
| Nr | Artist          | Bidrag                   | Text och musik                                                  |
| -- | --------------- | ------------------------ | --------------------------------------------------------------- |
| 1  | Cazzi Opeia     | I Can't Get Enough       | Bishat Araya, Cazzi Opeia, Jakob Redtzer, Paul Rey              |
| 2  | Lancelot        | Lyckligt slut            | Lancelot Hedman, Niklas Carson Mattsson                         |
| 3  | Lisa Miskovsky  | Best to Come             | David Lindgren Zacharias, Lisa Miskovsky, Peder Stenberg        |
| 4  | Tribe Friday    | Shut Me Up               | Isak Gunnarsson, Noah Deutschmann, Robin Hanberger Pérez        |
| 5  | Faith Kakembo   | Freedom                  | Anderz Wrethov, Laurell Barker, Faith Kakembo, Palle Hammarlund |
| 6  | Linda Bengtzing | Fyrfaldigt hurra!        | Daniel Jelldéus, Linda Bengtzing, Myra Granberg, Thomas G:son   |
| 7  | Anders Bagge    | Bigger Than The Universe | Anders Bagge, Jimmy Jansson, Peter Boström, Thomas G:son        |

#### Resultat
| Nr | Bidrag                   | Omgång 1  | Omgång 2 | Totalt antal röster | Antal poäng                                              | Antal poäng                                              | Antal poäng                                              | Antal poäng                                              | Antal poäng                                              | Antal poäng                                              | Antal poäng                                              | Antal poäng                                              | Antal poäng                                              | Plac. | Anm.           |
| Nr | Bidrag                   | Omgång 1  | Omgång 2 | Totalt antal röster | 3–9                                                      | 10–15                                                    | 16–29                                                    | 30–44                                                    | 45–59                                                    | 60–74                                                    | 75+                                                      | Tel.                                                     | Summa                                                    | Plac. | Anm.           |
| -- | ------------------------ | --------- | -------- | ------------------- | -------------------------------------------------------- | -------------------------------------------------------- | -------------------------------------------------------- | -------------------------------------------------------- | -------------------------------------------------------- | -------------------------------------------------------- | -------------------------------------------------------- | -------------------------------------------------------- | -------------------------------------------------------- | ----- | -------------- |
| 1  | I Can't Get Enough       | 814 904   | 496 428  | 1 311 332           | 12                                                       | 10                                                       | 5                                                        | 8                                                        | 8                                                        | 8                                                        | 8                                                        | 8                                                        | 67                                                       | 4     | Till semifinal |
| 2  | Lyckligt slut            | 701 151   | 388 513  | 1 089 664           | 5                                                        | 5                                                        | 8                                                        | 3                                                        | 3                                                        | 3                                                        | 3                                                        | 5                                                        | 35                                                       | 6     | Utröstad       |
| 3  | Best to Come             | 885 647   | 551 025  | 1 436 672           | 8                                                        | 8                                                        | 1                                                        | 10                                                       | 12                                                       | 12                                                       | 12                                                       | 12                                                       | 75                                                       | 3     | Till semifinal |
| 4  | Shut Me Up               | 665 176   | 368 861  | 1 034 037           | 1                                                        | 1                                                        | 10                                                       | 1                                                        | 1                                                        | 1                                                        | 1                                                        | 3                                                        | 19                                                       | 7     | Utröstad       |
| 5  | Freedom                  | 1 076 213 | 685 512  | 1 761 725           | 3                                                        | 12                                                       | 12                                                       | 12                                                       | 10                                                       | 10                                                       | 10                                                       | 10                                                       | 79                                                       | 2     | Till final     |
| 6  | Fyrfaldigt hurra!        | 729 974   | 404 576  | 1 134 550           | 10                                                       | 3                                                        | 3                                                        | 5                                                        | 5                                                        | 5                                                        | 5                                                        | 1                                                        | 37                                                       | 5     | Utröstad       |
| 7  | Bigger than the Universe | 1 717 664 | -        | 1 717 664           | Melodin vann omgång 1 och tävlade därmed inte i omgång 2 | Melodin vann omgång 1 och tävlade därmed inte i omgång 2 | Melodin vann omgång 1 och tävlade därmed inte i omgång 2 | Melodin vann omgång 1 och tävlade därmed inte i omgång 2 | Melodin vann omgång 1 och tävlade därmed inte i omgång 2 | Melodin vann omgång 1 och tävlade därmed inte i omgång 2 | Melodin vann omgång 1 och tävlade därmed inte i omgång 2 | Melodin vann omgång 1 och tävlade därmed inte i omgång 2 | Melodin vann omgång 1 och tävlade därmed inte i omgång 2 | 1     | Till final     |

#### Siffror
- Antal TV-tittare: 2 958 000[17]
- SVT Play-tittare: 284 654[12]
  - Varav antal röstande: 556 791[13][18]
- Antal tittarröster: 9 485 644[13]
- Summa pengar insamlad till Radiohjälpen: 478 608 kronor[13][18]

### Deltävling 4
Deltävlingen sändes från Friends Arena i Solna lördagen den 26 februari 2022.

#### Startfält
Bidragen presenteras nedan i startordning.
| Nr | Artist            | Bidrag                 | Text och musik                                                                              |
| -- | ----------------- | ---------------------- | ------------------------------------------------------------------------------------------- |
| 1  | Anna Bergendahl   | Higher Power           | Anna Bergendahl, Bobby Ljunggren, Erik Bernholm, Thomas G:son                               |
| 2  | Lillasyster       | Till Our Days Are Over | Martin Westerstrand, Ian-Paolo Lira, Jimmy Jansson, Palle Hammarlund                        |
| 3  | Malin Christin    | Synd om dig            | Jonathan Lavotha, Malin Christin, Oliver Heinänen                                           |
| 4  | Tenori            | La stella              | Bobby Ljunggren, Dan Sundquist, Kristian Lagerström, Marcos Ubeda, Sarah Börjesson Wassberg |
| 5  | Medina            | In i dimman            | Ali Jammali, Dino Medanhodzic, Jimmy Thörnfeldt, Sami Rekik                                 |
| 6  | Angelino          | The End                | Angelino Markenhorn, Julie Aagaard, Melanie Wehbe, Thomas Steengaard                        |
| 7  | Klara Hammarström | Run To The Hills       | Anderz Wrethov, Jimmy Thörnfeldt, Julie Aagaard, Klara Hammarström                          |

Galleri från deltävling 4
1. Anna Bergendahl
2. Lillasyster
3. Malin Christin
4. Tenori
5. Medina
6. Angelino
7. Klara Hammarström

#### Resultat
| Nr | Bidrag                 | Omgång 1  | Omgång 2 | Totalt antal röster | Antal poäng                                              | Antal poäng                                              | Antal poäng                                              | Antal poäng                                              | Antal poäng                                              | Antal poäng                                              | Antal poäng                                              | Antal poäng                                              | Antal poäng                                              | Plac. | Anm.           |
| Nr | Bidrag                 | Omgång 1  | Omgång 2 | Totalt antal röster | 3–9                                                      | 10–15                                                    | 16–29                                                    | 30–44                                                    | 45–59                                                    | 60–74                                                    | 75+                                                      | Tel.                                                     | Summa                                                    | Plac. | Anm.           |
| -- | ---------------------- | --------- | -------- | ------------------- | -------------------------------------------------------- | -------------------------------------------------------- | -------------------------------------------------------- | -------------------------------------------------------- | -------------------------------------------------------- | -------------------------------------------------------- | -------------------------------------------------------- | -------------------------------------------------------- | -------------------------------------------------------- | ----- | -------------- |
| 1  | Higher Power           | 878 089   | 519 678  | 1 397 767           | 8                                                        | 8                                                        | 5                                                        | 8                                                        | 8                                                        | 12                                                       | 12                                                       | 12                                                       | 73                                                       | 3     | Till semifinal |
| 2  | Till Our Days Are Over | 921 658   | 560 382  | 1 482 040           | 10                                                       | 10                                                       | 10                                                       | 10                                                       | 12                                                       | 5                                                        | 3                                                        | 5                                                        | 65                                                       | 4     | Till semifinal |
| 3  | Synd om dig            | 520 201   | 217 215  | 737 416             | 5                                                        | 3                                                        | 1                                                        | 3                                                        | 1                                                        | 1                                                        | 1                                                        | 1                                                        | 16                                                       | 7     | Utröstad       |
| 4  | La stella              | 508 062   | 259 361  | 767 423             | 1                                                        | 1                                                        | 3                                                        | 1                                                        | 3                                                        | 10                                                       | 10                                                       | 8                                                        | 37                                                       | 6     | Utröstad       |
| 5  | In i dimman            | 1 071 508 | 736 280  | 1 807 788           | 12                                                       | 12                                                       | 12                                                       | 12                                                       | 10                                                       | 8                                                        | 8                                                        | 10                                                       | 84                                                       | 2     | Till final     |
| 6  | The End                | 679 799   | 367 428  | 1 047 227           | 3                                                        | 5                                                        | 8                                                        | 5                                                        | 5                                                        | 3                                                        | 5                                                        | 3                                                        | 37                                                       | 5     | Utröstad       |
| 7  | Run To the Hills       | 1 184 182 | -        | 1 184 182           | Melodin vann omgång 1 och tävlade därmed inte i omgång 2 | Melodin vann omgång 1 och tävlade därmed inte i omgång 2 | Melodin vann omgång 1 och tävlade därmed inte i omgång 2 | Melodin vann omgång 1 och tävlade därmed inte i omgång 2 | Melodin vann omgång 1 och tävlade därmed inte i omgång 2 | Melodin vann omgång 1 och tävlade därmed inte i omgång 2 | Melodin vann omgång 1 och tävlade därmed inte i omgång 2 | Melodin vann omgång 1 och tävlade därmed inte i omgång 2 | Melodin vann omgång 1 och tävlade därmed inte i omgång 2 | 1     | Till final     |

1. 1 2  Bidraget "The End" förefaller ha fått en högre placering än bidraget "La stella" i kraft av antalet tittarröster.[19]

#### Siffror
- Antal TV-tittare: 2 778 000[20]
- SVT Play-tittare: 208 150[12]
  - Varav antal röstande: 534 683[13][19]
- Antal tittarröster: 8 423 843[13]
- Summa pengar insamlad till Radiohjälpen: 1 435 319 kronor[13][19]

## Semifinalerna
Semifinalerna direktsändes i SVT1 lördagen den 5 mars klockan 20:00–21:30.
Uppsamlingsheatet genomgick inför 2022 års tävling en rad förändringar. Den så kallade Andra chansen, som hade introducerats 2004, ersattes detta år av två semifinaler, i vilka de tredje- och fjärdeplacerade deltävlingsbidragen tävlar om de fyra sista finalplatserna. De två semifinalerna ersätter också de fyra dueller, i vilka de tävlande bidragen sedan 2015 hade duellerat två och två om samma antal finalplatser. Till skillnad från duellerna avgör Sveriges Television inte på egen hand vilka bidrag som ställs mot varandra; tisdagen den 1 mars anordnas en lottningsceremoni, där de åtta tävlingsbidragen lottas till någon av de två semifinalerna.
Tittarna avgör på egen hand resultatet genom kombinerad app- och telefonröstning. Tittarna kan rösta upp till tio gånger per bidrag genom att ringa ordinarie nummer 099-208 0X, där X är bidragets startnummer, för 3,60 kronor per samtal, eller Radiohjälpens nummer 099-908 0X, där X är bidraget startnummer, för 9,90 kronor per samtal. I Melodifestivalens app kan användarna lägga upp till fem gratis hjärtröster per bidrag. I de båda semifinalerna delas tittarnas röster in i åtta tittargrupper; de sju app- och åldersbaserade grupperna, ålder 3–9, 10-15, 16–29, 30–44, 45–59, 60–74 och 75+, samt den åttonde gruppen för telefonröster delar vardera ut poängen 5, 8, 10 och 12 baserat på antalet röster i respektive tittargrupp. De två bidrag som i varje semifinal får flest poäng går vidare till final.

### Startfält
Bidragen listas nedan i startordning.
| Semi | Dlt. | Nr | Artist          | Bidrag                 | Text och musik                                                             |
| ---- | ---- | -- | --------------- | ---------------------- | -------------------------------------------------------------------------- |
| 1    | 2    | 1  | Tone Sekelius   | My Way                 | Anderz Wrethov, Tone Sekelius                                              |
| 1    | 2    | 2  | Alvaro Estrella | Suave                  | Alvaro Estrella, Jimmy Thörnfeldt, Joy Deb, Linnea Deb                     |
| 1    | 1    | 3  | Danne Stråhed   | Hallabaloo             | Danne Stråhed, Erik Stenhammar, Fredrik Andersson                          |
| 1    | 4    | 4  | Anna Bergendahl | Higher Power           | Anna Bergendahl, Bobby Ljunggren, Erik Bernholm, Thomas G:son              |
| 2    | 1    | 5  | Theoz           | Som du vill            | Axel Schylström, Elize Ryd, Jimmy Thörnfeldt, Tim Larsson, Tobias Lundgren |
| 2    | 3    | 6  | Lisa Miskovsky  | Best to Come           | David Lindgren Zacharias, Lisa Miskovsky                                   |
| 2    | 4    | 7  | Lillasyster     | Till Our Days Are Over | Martin Westerstrand, Ian-Paolo Lira, Jimmy Jansson, Palle Hammarlund       |
| 2    | 3    | 8  | Cazzi Opeia     | I Can't Get Enough     | Bishat Araya, Cazzi Opeia, Jakob Redtzer, Paul Rey                         |

#### Resultat i semifinal 1
| Nr | Bidrag       | Antal röster | Antal poäng | Antal poäng | Antal poäng | Antal poäng | Antal poäng | Antal poäng | Antal poäng | Antal poäng | Antal poäng | Plac. | Anm.       |
| Nr | Bidrag       | Antal röster | 3–9         | 10–15       | 16–29       | 30–44       | 45–59       | 60–74       | 75+         | Tel.        | Summa       | Plac. | Anm.       |
| -- | ------------ | ------------ | ----------- | ----------- | ----------- | ----------- | ----------- | ----------- | ----------- | ----------- | ----------- | ----- | ---------- |
| 1  | My Way       | 1 185 407    | 10          | 12          | 12          | 12          | 10          | 10          | 10          | 10          | 86          | 1     | Till final |
| 2  | Suave        | 1 045 540    | 12          | 10          | 10          | 10          | 8           | 8           | 8           | 5           | 71          | 3     | Utröstad   |
| 3  | Hallabaloo   | 640 928      | 8           | 5           | 5           | 5           | 5           | 5           | 5           | 8           | 46          | 4     | Utröstad   |
| 4  | Higher Power | 863 838      | 5           | 8           | 8           | 8           | 12          | 12          | 12          | 12          | 77          | 2     | Till final |

#### Resultat i semifinal 2
| Nr | Bidrag                 | Antal röster | Antal poäng | Antal poäng | Antal poäng | Antal poäng | Antal poäng | Antal poäng | Antal poäng | Antal poäng | Antal poäng | Plac. | Anm.       |
| Nr | Bidrag                 | Antal röster | 3–9         | 10–15       | 16–29       | 30–44       | 45–59       | 60–74       | 75+         | Tel.        | Summa       | Plac. | Anm.       |
| -- | ---------------------- | ------------ | ----------- | ----------- | ----------- | ----------- | ----------- | ----------- | ----------- | ----------- | ----------- | ----- | ---------- |
| 5  | Som du vill            | 968 353      | 12          | 12          | 12          | 12          | 5           | 5           | 8           | 5           | 71          | 2     | Till final |
| 6  | Best to Come           | 898 141      | 5           | 5           | 5           | 5           | 12          | 12          | 12          | 12          | 68          | 3     | Utröstad   |
| 7  | Till Our Days Are Over | 813 402      | 8           | 8           | 10          | 10          | 8           | 8           | 5           | 8           | 65          | 4     | Utröstad   |
| 8  | I Can't Get Enough     | 844 189      | 10          | 10          | 8           | 8           | 10          | 10          | 10          | 10          | 76          | 1     | Till final |

#### Siffror
- Antal TV-tittare: 2 540 000[22]
- SVT Play-tittare: 221 173[12]
  - Varav antal röstande: 584 876[13][23]
- Antal tittarröster: 6 415 609[13]
- Summa pengar insamlad till Radiohjälpen: 2 247 152 kr[13][23]

## Final
Finalen sändes från Friends Arena i Solna lördagen den 12 mars 2022.

### Startfält
Bidragen presenteras nedan i startordning.
| Nr | Artist            | Bidrag                   | Från deltävling | Text och musik                                                                          |
| -- | ----------------- | ------------------------ | --------------- | --------------------------------------------------------------------------------------- |
| 1  | Klara Hammarström | Run To The Hills         | 4               | Jimmy Thörnfeldt, Julie Aagaard, Anderz Wrethov, Klara Hammarström                      |
| 2  | Theoz             | Som du vill              | SF (1)          | Axel Schylström, Elize Ryd, Jimmy Thörnfeldt, Tim Larsson, Tobias Lundgren              |
| 3  | Anna Bergendahl   | Higher Power             | SF (4)          | Anna Bergendahl, Bobby Ljunggren, Erik Bernholm, Thomas G:son                           |
| 4  | John Lundvik      | Änglavakt                | 2               | Anderz Wrethov, Benjamin Rosenbohm, Elin Wrethov, Fredrik Sonefors, John Lundvik        |
| 5  | Tone Sekelius     | My Way                   | SF (2)          | Anderz Wrethov, Tone Sekelius                                                           |
| 6  | Anders Bagge      | Bigger Than The Universe | 3               | Anders Bagge, Jimmy Jansson, Peter Boström, Thomas G:son                                |
| 7  | Robin Bengtsson   | Innocent Love            | 1               | David Lindgren Zacharias, Sebastian Atas, Victor Crone, Victor Sjöström, Viktor Broberg |
| 8  | Faith Kakembo     | Freedom                  | 3               | Anderz Wrethov, Laurell Barker, Faith Kakembo, Palle Hammarlund                         |
| 9  | Liamoo            | Bluffin                  | 2               | Ali Jammali, Dino Medanhodzic, Jimmy Thörnfeldt, Sami Rekik                             |
| 10 | Cornelia Jakobs   | Hold Me Closer           | 1               | Cornelia Jakobsdotter Samuelsson, David Zandén, Isa Molin                               |
| 11 | Cazzi Opeia       | I Can't Get Enough       | SF (3)          | Bishat Araya, Cazzi Opeia, Jakob Redtzer, Paul Rey                                      |
| 12 | Medina            | In i dimman              | 4               | Ali Jammali, Dino Medanhodzic, Jimmy Thörnfeldt, Sami Rekik                             |

### Poäng och placeringar
Nedan redovisas hur de internationella jurygruppernas respektive telefon- och apprösternas åldergruppers poäng fördelade sig under finalen.
| Nr | Bidrag                   | NED | TJE | ISR | FIN | IRL | SPA | AUS | ITA | Jury- poäng | Tittarröster | 3-9 | 10-15 | 16-29 | 30-44 | 45-59 | 60-74 | 75+ | Telefon | Andel poäng för tittarröster | Tittar- poäng | Totalt | Plac. |
| -- | ------------------------ | --- | --- | --- | --- | --- | --- | --- | --- | ----------- | ------------ | --- | ----- | ----- | ----- | ----- | ----- | --- | ------- | ---------------------------- | ------------- | ------ | ----- |
| 1  | Run To The Hills         | -   | 5   | 3   | 2   | 3   | 5   | 3   | 6   | 27          | 2 409 631    | 10  | 10    | 6     | 8     | 8     | 4     | 5   | 5       | 12,06%                       | 56            | 83     | 6     |
| 2  | Som du vill              | 5   | 12  | 7   | 7   | 5   | 2   | 1   | -   | 39          | 1 594 285    | 12  | 5     | 4     | 4     | -     | -     | -   | 1       | 5,60%                        | 26            | 65     | 7     |
| 3  | Higher Power             | -   | -   | -   | -   | -   | 10  | -   | 1   | 11          | 1 056 035    | -   | -     | -     | -     | 1     | 7     | 8   | 2       | 3,87%                        | 18            | 29     | 12    |
| 4  | Änglavakt                | 6   | 6   | 5   | 12  | -   | 4   | 7   | 3   | 43          | 1 324 091    | 2   | 2     | 2     | 2     | 3     | 2     | 4   | -       | 3,66%                        | 17            | 60     | 8     |
| 5  | My Way                   | 4   | 4   | 4   | 6   | 6   | 1   | 2   | 4   | 31          | 2 113 374    | 6   | 8     | 7     | 6     | 5     | 8     | 6   | 7       | 11,42%                       | 53            | 84     | 5     |
| 6  | Bigger Than The Universe | 2   | 10  | -   | -   | 2   | 6   | 4   | 7   | 31          | 3 464 137    | 8   | 12    | 10    | 12    | 12    | 12    | 12  | 12      | 19,39%                       | 90            | 121    | 2     |
| 7  | Innocent Love            | 1   | 8   | 6   | 1   | 10  | 3   | -   | -   | 29          | 1 157 117    | 4   | -     | -     | 1     | -     | -     | -   | -       | 1,07%                        | 5             | 34     | 11    |
| 8  | Freedom                  | 7   | 2   | 2   | 5   | 7   | -   | 8   | 2   | 33          | 1 268 069    | -   | 4     | 3     | -     | 2     | 3     | 3   | 3       | 3,87%                        | 18            | 51     | 10    |
| 9  | Bluffin                  | 8   | 7   | 8   | 8   | 12  | 7   | 5   | 10  | 65          | 1 506 098    | 5   | 3     | 5     | 3     | 4     | 1     | 1   | 4       | 5,60%                        | 26            | 91     | 4     |
| 10 | Hold Me Closer           | 10  | -   | 12  | 10  | 8   | 12  | 12  | 12  | 76          | 2 937 401    | 1   | 7     | 12    | 10    | 10    | 10    | 10  | 10      | 15,08%                       | 70            | 146    | 1     |
| 11 | I Can't Get Enough       | 3   | 1   | 1   | 3   | 4   | -   | 6   | 8   | 26          | 1 488 320    | 3   | 1     | 1     | 5     | 6     | 5     | 2   | 6       | 6,25%                        | 29            | 55     | 9     |
| 12 | In i dimman              | 12  | 3   | 10  | 4   | 1   | 8   | 10  | 5   | 53          | 2 129 113    | 7   | 6     | 8     | 7     | 7     | 6     | 7   | 8       | 12,06%                       | 56            | 109    | 3     |

#### Siffror
- Antal TV-tittare: 3 289 000[25]
- SVT Play-tittare: 287 338[12]
  - Varav antal röstande: 1 088 043[13]
- Antal tittarröster: 22 447 671[13]
- Summa pengar insamlad till Radiohjälpen:  5 427 517 kr[13] (högsta beloppet sedan 2003)

## Statistik
- Totalt antal TV-tittare: 17 545 000 (-8,2% jämfört med förra året)[26]
- Totalt antal SVT Play-tittare: 1 492 140 (+15.5% jämfört med förra året)[26]
- Totalt antal tittare: 19 037 000 (-6.7% jämfört med förra året)[26]

### Röstningsstatistik
- Totalt insamlat till Radiohjälpen: 10 505 416 kronor (+39% jämfört med förra året)[13]
- Totalt antal röster:  57 495 567  röster[13]
- Totalt antal röstande: 3 513 930 enheter (-16.6% jämfört med förra året)[26]
- Skillnad från 2021: 1 326 533 (+2.4%) röster